# Splunk
Splunk Inc.は、アメリカ合衆国カリフォルニア州サンフランシスコに本社を置くサーチ、分析、ビッグデータの分析などのソフトウェアを扱う企業。
Splunk (製品) は、リアルタイムのデータをキャプチャし、インデックスを作成し、検索可能なリポジトリで相関付けを行い、グラフ、レポート、アラート、ダッシュボード、ビジュアライゼーションを生成することができる。
Splunkは、データパターンを特定し、メトリクスを提供し、問題を診断し、業務にインテリジェンスを提供することで、組織全体でマシンデータにアクセスすることが可能。また、アプリケーション管理、セキュリティ、コンプライアンスのほか、ビジネスやウェブ解析にも利用される水平型テクノロジーを提供している。 2016年初頭の時点で、Splunkの顧客数は1万社を超える。    
2023年9月、Splunkはシスコ（シスコシステムズ合同会社）に約280億ドルで買収されることが発表された。2024年3月18日、取引が完了した。
日本においては、東京、名古屋、大阪にオフィスを構え、販売代理店と契約を締結し、サービスを提供している。
日本法人オフィス
| 東京オフィス   | 〒100-0004 東京都千代田区大手町1-1-1 大手町パークビルディング8F      |
| 名古屋オフィス | 〒450-0002 愛知県名古屋市中村区名駅3-28-12 大名古屋ビルヂング25F     |
| 大阪オフィス   | 〒530-0002 大阪府大阪市北区曽根崎新地1-13-22 御堂筋フロントタワー 5F |

## 歴史

### 創業から初期
マイケル・バウム、ロブ・ダス 、エリック・スワンが2003年にSplunk Inc.を共同設立 。 ベンチャー企業のAugust Capital、Seven Rosen、Ignition Partners、JK&B Capitalが同社を支援した。  
2007年までにSplunkは4,000万ドルの資金調達を行い、2009年には黒字化。 2012年にはSplunkは新規株式公開を行い、ナスダックのシンボルSPLKで取引された。

### 企業としての成長
2013年9月、Splunkはモバイルデバイスのデータ分析会社であるBugsense社を買収。同社は、スケーラブルなクラウドプラットフォームから管理するモバイルデバイスからのデータ分析に開発者がアクセスできるようにするための「ソフトウェア開発者キット」を提供していた。 買収額は非公表。
2013年12月、Splunkはネットワークデータ取得技術を提供するCloudmeter社を買収。
2015 年 6 月、Splunk は、機械学習技術を使用して生成された IT インフラストラクチャとアプリケーションのデータを分析するソフトウェア会社 Metafor を買収。
2015年7月、Splunkはサイバーセキュリティ新興企業のCaspidaを1億9000万ドルで買収。
2015年10月、Splunkは米国政府のセキュリティ請負業者であるBooz Allen Hamilton Inc.と「サイバーセキュリティアライアンス」を締結し、サイバー脅威の検知と情報分析の複合技術を提供。
2016年、Splunkは10年間で1億ドルのソフトウェアと非営利団体や学校への支援を寄付することを約束。
Glassdoorによると、2017年4月現在、米国では従業員の給与が4番目に高い企業である。
2017 年 5 月、Splunk は、エンタープライズ向けの検索ベースの分析を提供するソフトウェア会社である Drastin を買収。
2017 年 9 月、Splunk は、クラウドベースのデータ収集および侵害検出ソフトウェアを開発した SignalSense を買収。
2017年10月、Splunkは小規模なライバルであるRocanaから特定の技術と知的財産資産を買収。
2018年4月9日、Splunkは約3.5億ドルでPhantom Cyber Corporationを買収。
2018年4月には時価総額148億ドルに達した。
2018年6月11日、SplunkはDevOpsインシデント管理のスタートアップであるVictorOpsを1億2000万ドルで買収したことを発表。
2018年7月、Splunkは産業用IoT・アナリティクスSaaS企業のKryptonCloudを買収。
2019年5月にはFortune 100リストに含まれる90社の信頼を勝ち取り、クライアントに持つ。また、同年8月21日クラウド監視会社SignalX社を10億5千万ドルで買収することを発表。 その2週間後の2019年9月4日、Splunkは分散型トレーシングに特化したアーリーステージのスタートアップであるOmnitionを未公開の金額で買収。
2019年9月、クラウドモニタリング分野をリードするSaaS企業・SignalX社を買収。
Splunk Ventureを設立。1億5000万ドルを投資して、次世代のデータ分析を担うベンチャー企業を強力に支援。  
2020年3月には、ガートナー社の2020年マジッククアドラントのセキュリティ情報及びイベント管理 (SIEM) 部門で、7回連続でリーダーに認定。また、ビジョンを実行する実行能力（Ability of Excute）に関しては2回連続で最高位評価を獲得。  
2020年5月、SplunkはGoogle Cloudデータからより深いインサイトを引き出すための戦略的パートナーシップを発表。

### 直近の歴史
2020年、SplunkはFortune 1000 リストに選出。2020年9月現在、Splunkの顧客リストには、Fortune 100リストに掲載された92社が含まれている。
Splunkは、2021 会計年度の第4四半期の収益を 7億 4,510万ドルと報告。 2021 会計年度全体で、Splunk は 22億3000万ドルの収益を報告。
2021年11月15日、Douglas Merrittは社長兼CEOを辞任。 2019年から Splunk の会長を務めていた Graham Smith が暫定CEOに就任。
2022年3月2日、Splunk はエンタープライズセキュリティ企業である Proofpoint社 で創立時からCEOを務めていた経験のある Gary Steele を 2022年4月11日付で最高経営責任者（CEO）兼取締役 に任命すると発表。
2023年9月21日、シスコはSplunkを280億ドルで買収すると発表。
2023年10月31日、Splunkは従業員の7％にあたる500人を対象にしたレイオフを発表。Gary Steele 最高経営責任者（CEO）は、米国証券取引委員会に提出した従業員宛の書簡の中で、今回の決定はシスコとの取引とは無関係であることを明らかにした。

## 製品情報
Splunkのコアサービスは、機械で生成された大量のデータを収集・分析するものである。標準APIを使用してアプリケーションやデバイスに直接接続する。これは、企業のIT部門以外の経営者向けに、わかりやすくて実行可能なデータレポートを提供したいという要望に応えて開発された。
Splunk Enterprise Security (ES) は、ネットワーク、エンドポイント、アクセス、マルウェア、脆弱性、アイデンティティ情報などのセキュリティ技術から生成されたマシンデータへのインサイトを提供するセキュリティ情報・イベント管理 (SIEM) ソリューションです。Splunkコアとは独立してライセンスされたプレミアムアプリケーション。
2011年、SplunkはSplunkコア製品のクラウドベース版であるSplunk Stormをリリース。Splunk Stormはマシンデータのターンキー、マネージド、ホスティングサービスを提供していた。 2013年、SplunkはSplunk Stormを完全無料サービスにすることを発表し、Splunk Cloudでクラウドサービスを拡大。 2015年、SplunkはSplunk Stormのサービスをクローズ[35]。
2013年、SplunkはHunkという製品を発表。Splunk Analytics for Hadoopは、SplunkのインタフェースからHadoopにある外部データセットへのアクセス、検索、レポート作成をサポートする。
2015年、Splunkは小規模なIT環境や中堅企業向けにSplunkコア製品のライト版を発表。 Splunkは2015年9月にSplunk IT Service Intelligence (ITSI)をリリース。ITSIはSplunkのデータを活用して、ITパフォーマンスの可視性を提供。ソフトウェア分析により、異常な動作を検知し、その原因と影響を与える領域を特定することができる。

### クラウドトランスフォーメーション
2016年、GoogleはクラウドプラットフォームをSplunkと統合して、IT運用、セキュリティ、コンプライアンスなどの分野に拡大することを発表 。 また、同社は主要な製品のいくつかの提供物に機械学習機能を追加することを発表しており、プラットフォームの上にインストールされている。
2017年、Splunkは複数のソースからイベントログをインジェストすることで、潜在的な脅威を評価・調査する分析ツール「Splunk Insights for ransomware」を発表。大学などの小規模な組織を対象としている。また、企業のAmazon Web Servicesのクラウドへの移行を促進するサービス「Splunk Insights for AWS Cloud Monitoring」の提供も開始。     
2018年、SplunkはIIoT (Industrial Internet of Things) データから様々なリソースの情報を抽出し、ユーザーに重要なアラートを提示するSplunk Industrial Asset Intelligenceを導入。
2019年、Splunk Services Japanはエムオーテックス株式会社と「LanScope Cat App」を共同開発し、リリース2019 年、Splunk は、Data Fabric Search と Data Stream Processor の一般提供を含む、プラットフォームの新機能を発表。。
Data Stream Processorは、さまざまなソースからデータを収集し、その結果をSplunkや他の送信先に配信するリアルタイム処理製品ロールベースのアクセスを可能にし、各個人に関連するデータに基づいてアラートやレポートを作成できる。。2020年には、複数のクラウドサービスからリアルタイムデータにアクセス、処理、ルーティングできるようアップデートされた。
2019 年 10 月、Splunk は、セキュリティ情報およびイベント管理 (SIEM)、ユーザー行動分析 (UBA)、セキュリティ オーケストレーション、自動化、および対応 (Splunk Phantom) などのセキュリティ ツールをSplunk Mission Control に統合することを発表 。
2019 年、Splunk はアプリケーション パフォーマンス モニタリング (APM) プラットフォームである SignalFx Microservices APM を導入。また、Kubernetes Navigator と呼ばれる機能が、同社の製品である SignalFx Infrastructure Monitoring を通じて利用可能になることを発表。
2020 年、Splunk は Splunk Enterprise 8.1 と Splunk Cloud editionを発表。

## Splunkbase
SplunkbaseはSplunkが主催するコミュニティ。ユーザーはSplunkの機能性や利便性を向上させたり、特定のユースケースやベンダー製品のための迅速で簡単なインタフェースを提供したりするSplunk用のアプリやアドオンを探すことができる。
Splunkbase上での統合には、Splunk App for New Relic、ForeScout Extended Module for Splunk、Splunk App for AWSなどがある 。

## スポンサーシップ

### マクラーレンF1チーム
Splunk は、2020 年にMcLaren Formula One teamとパートナーシップの締結を発表。Splunk は、2020 年 2 月にマクラーレンの公式テクノロジー パートナーになる前に、マクラーレン レーシングと数年間協力し、すべてのレースカーの約 300 のセンサーから引き出されたパフォーマンス データを測定。このパートナーシップにより、マクラーレン グループ全体に Splunk が導入。パートナーシップの一環として、Splunk のロゴが MCL35 レースカーのサイドポッドとコックピット周辺に追加された。

### トレック・セガフレード
2018 年 11 月、Splunk はプロロードサイクリングチーム「トレック・セガフレード」とスポンサー契約を締結。 パートナーシップは 2019 年に開始。
Splunk は、ライダー、コーチ、およびメカニックに関する分析を含む、会社のデータ分析を提供。チームのジャージ、バイク、および車両には、Splunk のブランドロゴが表示されている。また、Splunk は Trek のレース ホスピタリティ プログラムにも参加。

## 関連サイト
- 公式サイト
- Splunk公式日本語ブログ
- Facebook
- Twitter
- LinkedIn
- Instagram
- SlideShare
- YouTube